# Грей-Корт (Південна Кароліна)
Грей-Корт (англ. Gray Court) — місто (англ. town) в США, в окрузі Лоренс штату Південна Кароліна. Населення — 763 особи (2020).

## Географія
Грей-Корт розташований за координатами 34°36′27″ пн. ш. 82°6′52″ зх. д. / 34.60750° пн. ш. 82.11444° зх. д. (34.607455, -82.114327).  За даними Бюро перепису населення США в 2010 році місто мало площу 4,85 км², з яких 4,85 км² — суходіл та 0,01 км² — водойми.

## Демографія
Згідно з переписом 2010 року, у місті мешкало 795 осіб у 303 домогосподарствах у складі 202 родин. Густота населення становила 164 особи/км².  Було 364 помешкання (75/км²).
Расовий склад населення:
| - 45,0 % — білих - 41,8 % — чорних або афроамериканців - 0,3 % — корінних американців - 0,1 % — вихідців з тихоокеанських островів - 11,1 % — осіб інших рас |

До двох чи більше рас належало 1,8 %. Частка іспаномовних становила 15,3 % від усіх жителів.
За віковим діапазоном населення розподілялося таким чином: 23,4 % — особи молодші 18 років, 61,5 % — особи у віці 18—64 років, 15,1 % — особи у віці 65 років та старші. Медіана віку мешканця становила 40,7 року. На 100 осіб жіночої статі у місті припадало 99,7 чоловіків;  на 100 жінок у віці від 18 років та старших — 97,7 чоловіків також старших 18 років.
Середній дохід на одне домашнє господарство  становив 41 767 доларів США (медіана — 31 563), а середній дохід на одну сім'ю — 52 083 долари (медіана — 51 250). Медіана доходів становила 33 400 доларів для чоловіків та 27 885 доларів для жінок. За межею бідності перебувало 17,0 % осіб, у тому числі 10,5 % дітей у віці до 18 років та 15,0 % осіб у віці 65 років та старших.
Цивільне працевлаштоване населення становило 360 осіб. Основні галузі зайнятості: виробництво — 30,3 %, роздрібна торгівля — 14,2 %, науковці, спеціалісти, менеджери — 13,6 %.